# Milna (Vis)
Milna falu Horvátországban, Split-Dalmácia megyében, Vis szigetén. Közigazgatásilag Vishez tartozik.

## Fekvése
Splittől légvonalban 57 km-re délnyugatra, Vis városától légvonalban 4, közúton 10 km-re délkeletre, Vis szigetének délkeleti partján, Podstražjétól északkeletre fekszik. A homokos és festői szépségű Zaglav-öböl a sziget legjobb strandjai közé tartozik.

## Története
Az üdülőtelepülés 1991 után vált önállóvá, azelőtt a szomszédos Podstražje határrésze volt. 2011-ben 30 lakosa volt, akik a hagyományos halászat, olajbogyó- és szőlőtermesztés mellett főként a turizmusból éltek.

## Népesség
| Lakosság változása | Lakosság változása | Lakosság változása | Lakosság változása | Lakosság változása | Lakosság változása | Lakosság változása | Lakosság változása | Lakosság változása | Lakosság változása | Lakosság változása | Lakosság változása | Lakosság változása | Lakosság változása | Lakosság változása | Lakosság változása |
| ------------------ | ------------------ | ------------------ | ------------------ | ------------------ | ------------------ | ------------------ | ------------------ | ------------------ | ------------------ | ------------------ | ------------------ | ------------------ | ------------------ | ------------------ | ------------------ |
| 1857               | 1869               | 1880               | 1890               | 1900               | 1910               | 1921               | 1931               | 1948               | 1953               | 1961               | 1971               | 1981               | 1991               | 2001               | 2011               |
| 0                  | 0                  | 0                  | 0                  | 0                  | 0                  | 0                  | 0                  | 0                  | 0                  | 0                  | 0                  | 0                  | 0                  | 19                 | 30                 |

(1991-ig lakosságát Podstražjéhez számították.)

## Nevezetességei
- A településsel szemben található egy három szigetből, Budihovacból, Mali Budihovacból és Sanakból álló szigetcsoport a környék egyik legjobb halászterülete, egyúttal kedvelt merülőhely.

- A délkeletre fekvő Ravnik-sziget Zöld-barlangjával csábítja a turistákat..